# Apologija
Apologija, vrsta stručnog djela. Predstavlja djelo, spis ili govor, kojim autor brani, pohvaljuje ili opravdava neko djelo, osobu ili sustav.